# Ivan Quaranta
Pour les articles homonymes, voir Quaranta.
Ivan Quaranta est un coureur cycliste et directeur sportif italien né le 14 décembre 1974 à Crema. 

## Biographie
Excellent sprinteur, il compte 39 succès, la plupart de ses victoires sont obtenues à l'occasion de sprints massifs concluant les étapes de courses par étapes. Il a notamment remporté six étapes du Tour d'Italie de 1999 à 2001 et porté le maillot rose pendant une journée. Évoluant dans des équipes italiennes modestes, il a surtout disputé les courses italiennes, et rarement les autres grandes épreuves européennes, pour lesquels ses équipes n'étaient pas invitées. L'unique saison qu'il effectua au sein de la prestigieuse équipe Saeco fut décevante.
Également actif sur piste, il a remporté les Six Jours de Turin à trois reprises et été champion d'Italie de vitesse par équipes en 2007. 
En 2017, il rejoint l'équipe Colpack en tant que directeur sportif. Il assure également le rôle d'instructeur à l'école nationale de cyclisme sur piste du vélodrome de Montichiari. En 2022, il devient le chef du groupe du sprint italien sur piste. Son fils Samuel est lui aussi coureur cycliste.

## Palmarès et résultats sur route

### Palmarès amateur
- 1994
  - Circuito Molinese
  - 3e du Circuito Alzanese
- 1995
  - Trophée Stefano Fumagalli
  - Circuito Isolano
  - 4ea étape du Circuito Montañés[2]
  - 2e du Circuito Castelnovese

### Palmarès professionnel
- 1997
  - 3e du Tour de Nuremberg
- 1998
  - 1re étape du Tour de Normandie
  - 4e étape de l'Olympia's Tour
  - 1re et 7e étapes du Tour de Serbie
- 1999
  - 2e étape des Trois Jours de La Panne
  - 1re étape de la Semaine cycliste lombarde
  - 1re et 11e étapes du Tour d'Italie
  - 3e étape du Tour des Abruzzes
- 2000
  - 7e, 8e et 11e étapes du Tour de Langkawi
  - 3e étape de la Semaine cycliste lombarde
  - 1re et 10e étapes du Tour d'Italie
  - 2e du Mémorial Fabio Casartelli
- 2001
  - 7e étape du Tour de Langkawi
  - 1re étape de la Semaine cycliste internationale
  - 5e et 16e étapes du Tour d'Italie
  - 3e étape du Tour des Pays-Bas
- 2002
  - 1re étape du Tour du Qatar
  - 5e étape du Tour de Suède
  - 2ea étape du Regio-Tour
  - À travers Gendringen
  - 2e du Grand Prix Nobili Rubinetterie
- 2003
  - 4e étape du Tour du Qatar
  - 3e étape de la Semaine internationale Coppi et Bartali
  - 4e étape du Tour d'Allemagne
  - 1re étape du Brixia Tour
- 2004
  - 6e étape du Tour de Langkawi
  - 3e étape de la Semaine cycliste lombarde
- 2007
  - 4e étape de la Semaine cycliste lombarde

### Résultats sur les grands tours

#### Tour d'Italie
6 participations
- 1999 : abandon (13e étape), vainqueur des 1re et 11e étapes,  maillot rose pendant un jour
- 2000 : abandon (14e étape), vainqueur des 1re et 10e étapes
- 2001 : 129e, vainqueur des 5e et 16e étapes
- 2002 : abandon (12e étape)
- 2004 : abandon (10e étape)
- 2005 : abandon (7e étape)

#### Tour d'Espagne
2 participations
- 2002 : abandon (5e étape)
- 2003 : abandon (1re étape)

## Palmarès sur piste

### Championnats du monde juniors
- 1992
  -  Champion du monde de vitesse juniors

### Six jours
| - 2000 - 2e des Six Jours de Fiorenzuola d'Arda - 2001 - Six Jours de Turin (avec Marco Villa) - Six Jours de Fiorenzuola d'Arda (avec Marco Villa) - 2002 - Six Jours de Turin (avec Marco Villa) - 3e des Six Jours de Fiorenzuola d'Arda | - 2003 - 3e des Six Jours de Grenoble - 2004 - Six Jours de Turin - 3e des Six Jours de Fiorenzuola d'Arda |  |

### Championnats d'Italie
- 1992
  -  Champion d'Italie de vitesse juniors
- 2007
  -  Champion d'Italie de vitesse par équipes (avec Marco Brossa et Roberto Chiappa)